# Pistolet HK UCP
HK Ultimate Combat Pistol – prototyp niemieckiego pistoletu kalibru 4,6 × 30 mm. Ma stanowić uzupełnienie pistoletu maszynowego MP7. Prace nad tą bronią rozpoczęły się w 2002 roku. Prototyp zaprezentowano w 2004, a produkcja miała się rozpocząć w 2006 roku. Pistolet miał być produkowany w wersji pełnowymiarowej UCP i zmniejszonej UCP Compact, z mechanizmem spustowym SA/DA i DAO i być odpowiednikiem belgijskiego pistoletu FiveseveN. Ostatecznie nie trafił do produkcji seryjnej i pozostał prototypem.